# Diocesi di Banfora
La diocesi di Banfora (in latino Dioecesis Banforensis) è una sede della Chiesa cattolica in Burkina Faso suffraganea dell'arcidiocesi di Bobo-Dioulasso. Nel 2022 contava 37.540 battezzati su 820.000 abitanti. È retta dal vescovo Lucas Kalfa Sanon.

## Territorio
La diocesi comprende le province del Burkina Faso di Comoé e Léraba.
Sede vescovile è la città di Banfora, dove si trova la cattedrale dei Santi Pietro e Paolo.
Il territorio si estende su 18.917 km² ed è suddiviso in 9 parrocchie.

## Storia
La diocesi è stata eretta il 27 giugno 1998 con la bolla Cum suo tempore  di papa Giovanni Paolo II, ricavandone il territorio dalla diocesi di Bobo-Dioulasso (oggi arcidiocesi). Originariamente era suffraganea dell'arcidiocesi di Ouagadougou.
Il 5 dicembre 2000 è entrata a far parte della provincia ecclesiastica dell'arcidiocesi di Bobo-Dioulasso.

## Cronotassi dei vescovi
Si omettono i periodi di sede vacante non superiori ai 2 anni o non storicamente accertati.
- Lucas Kalfa Sanon, dal 27 giugno 1998

## Statistiche
La diocesi nel 2022 su una popolazione di 820.000 persone contava 37.540 battezzati, corrispondenti al 4,6% del totale.
| anno | popolazione | popolazione | popolazione | presbiteri | presbiteri | presbiteri | presbiteri                | diaconi | religiosi | religiosi | parrocchie |
| anno | battezzati  | totale      | %           | numero     | secolari   | regolari   | battezzati per presbitero | diaconi | uomini    | donne     | parrocchie |
| ---- | ----------- | ----------- | ----------- | ---------- | ---------- | ---------- | ------------------------- | ------- | --------- | --------- | ---------- |
| 1998 | 15.000      | 320.000     | 4,7         | 15         | 9          | 6          | 1.000                     |         | 6         | 24        | 4          |
| 2012 | 23.500      | 645.000     | 3,6         | 22         | 16         | 6          | 1.068                     |         | 18        | 36        | 8          |
| 2015 | 29.200      | 723.500     | 4,0         | 23         | 15         | 8          | 1.269                     |         | 18        | 48        | 8          |
| 2018 | 35.100      | 772.100     | 4,5         | 28         | 20         | 8          | 1.253                     |         | 21        | 51        | 8          |
| 2020 | 37.230      | 819.000     | 4,5         | 29         | 21         | 8          | 1.283                     |         | 21        | 51        | 8          |
| 2022 | 37.540      | 820.000     | 4,6         | 30         | 21         | 9          | 1.251                     |         | 19        | 40        | 9          |